# Najas australis
Najas australis là một loài thực vật có hoa trong họ Hydrocharitaceae. Loài này được Bory ex Rendle mô tả khoa học đầu tiên năm 1899.